# Liste du patrimoine mondial au Soudan
Cet article recense les sites inscrits au patrimoine mondial au Soudan.

## Statistiques
Le Soudan ratifie la Convention pour la protection du patrimoine mondial, culturel et naturel le 6 juin 1974. Le premier site protégé est inscrit en 2003.
En 2016, le Soudan compte 3 sites inscrits au patrimoine mondial, 2 culturels et 1 naturel. 
Le pays a également soumis 5 sites à la liste indicative, 3 culturels et 2 naturels.

## Listes

### Patrimoine mondial
Les sites suivants sont inscrits au patrimoine mondial.
| Site                                                                                            | État      | Type                                   | Date | Superficie (ha) | Lien | Notes | Coordonnées                                                         | Illus. |
| ----------------------------------------------------------------------------------------------- | --------- | -------------------------------------- | ---- | --------------- | ---- | ----- | ------------------------------------------------------------------- | ------ |
| Gebel Barkal et les sites de la région napatéenne                                               | Nord      | Culturel, (i), (ii), (iii), (iv), (vi) | 2003 | 183             | 1073 |       | 18° 31′ 59″ nord, 31° 49′ 01″ est                                   |        |
| Sites archéologiques de l'île de Méroé                                                          | Nil       | Culturel, (ii), (iii), (iv), (v)       | 2011 | 2 357           | 1336 |       | 16° 55′ 59″ nord, 33° 43′ 01″ est                                   |        |
| Parc national marin de Sanganeb et Parc national marin de la baie de Dungonab – île de Mukkawar | Mer Rouge | Naturel, (vii), (ix), (x)              | 2016 | 199 523,908     | 262  |       | 19° 44′ 10″ nord, 37° 26′ 35″ est 20° 56′ 14″ nord, 37° 15′ 19″ est |        |

### Liste indicative
Les sites suivants sont inscrits sur la liste indicative.
| Site                           | État             | Type                             | Date | Superficie (ha) | Lien | Notes | Coordonnées                       | Illus. |
| ------------------------------ | ---------------- | -------------------------------- | ---- | --------------- | ---- | ----- | --------------------------------- | ------ |
| Kerma                          | Nord             | Culturel                         | 1994 |                 | 651  |       | 19° 36′ 00″ nord, 30° 25′ 01″ est |        |
| Suakin                         | Mer Rouge        | Culturel                         | 1994 |                 | 646  |       | 19° 06′ 00″ nord, 37° 19′ 59″ est |        |
| Vieux Dongola                  | Nord             | Culturel                         | 1994 |                 | 652  |       | 18° 13′ 01″ nord, 30° 45′ 00″ est |        |
| Parc national du Dinder        | Sannar           | Naturel (vii), (viii), (ix), (x) | 2004 |                 | 1950 |       | 12° 16′ 59″ nord, 35° 28′ 59″ est |        |
| Parc national du Wadi Howar    | Darfour du Nord  | Naturel (vii), (viii), (ix), (x) | 2004 |                 | 1951 |       |                                   |        |
| Parc national de Jabal Daier   | Kordofan du Nord | Naturel (vii), (ix), (x)         | 2021 |                 | 6516 |       |                                   |        |
| Parc national d'Al-Hassania    | État du Nil      | Naturel (vii), (ix), (x)         | 2021 |                 | 6517 |       |                                   |        |
| Parc national de Radom         | Darfour du Sud   | Naturel (vii), (ix), (x)         | 2021 |                 | 6518 |       |                                   |        |
| Djebel Marra / Caldeira Deriba | Darfour du Sud   | Naturel (vii), (viii), (ix), (x) | 2021 |                 | 6519 |       |                                   |        |